# 帕利薩區
帕利薩區是非洲中部國家烏干達的111個區之一，由東部區負責管轄，首府是帕利薩，總面積1,956平方公里，距離姆巴萊約65公里，主要的經濟產業有自給農業和畜牧業，2010年人口估計為394,000。

## 外部連結
- Pallisa, Uganda

01°10′N 33°43′E / 1.167°N 33.717°E